# Casasco
Casasco (piemontiul: Casasch) település Olaszországban, Piemont régióban, Alessandria megyében. Lakosainak száma 114 fő (2023. január 1.). Casasco Avolasca, Brignano-Frascata, Garbagna, Momperone és Montemarzino községekkel határos.

## Népesség
A település népességének változása:
| Lakosok száma | 139  | 137  | 114  |
|               | 2017 | 2018 | 2023 |